# Pedro Solís García
Pour les articles homonymes, voir Pedro García (homonymie) et García.
Pedro Solís García (Barcelone, 15 octobre de 1968) est un directeur et scénariste espagnol de productions d'animation 3D, lauréat de deux Prix Goya du meilleur court-métrage d'animation pour La Bruxa (es) (2011) et texte=Cuerdas (2014).

## Biographie
Bien qu'il naisse à Barcelone, sa famille se déplace à Guadalajara lorsqu'il a trois ans. Il grandit et fait ses études dans cette ville.
Il apprend à utiliser la modélisation 3D. En 1998, il décide de lancer des travaux dans le secteur du jeu vidéo, dans de nombreux titres pour PC et consoles.
Il passe au cinéma grâce au personnage Tadeo Jones, en collaborant aux courts métrages d'animation Tadeo Jones (en)  et Tadeo Jones et le sous-sol maudit (es) d'Enrique Gato.
En 2008 commence une nouvelle étape comme Directeur de Production chez Lightbox Entertainment, où il collabore à des titres comme Las aventuras de Tadeo Jones (Tad l'explorateur : À la recherche de la cité perdue) en 2012.
La Bruxa, son  premier film comme directeur et scénariste, a été récompensé par le Prix Goya 2011 du Meilleur Court-métrage d'Animation et quelques autres prix importants.
Cuerdas, son deuxième court-métrage comme scénariste et directeur, lui vaut le Prix Goya 2014 du Meilleur court-métrage d'Animation et de nombreuses autres récompenses.

## Filmographie
| Année | Tomar Pasquet                          | Poste                   | Entreprise               |
| ----- | -------------------------------------- | ----------------------- | ------------------------ |
| 2004  | Tadeo Jones (en)                       | Sets&Props              | La Fiesta PC             |
| 2007  | Tadeo Jones et le sous-sol maudit (es) | Sets&Props              | La Fiesta PC             |
| 2010  | La Bruxa                               | Directeur               | La Fiesta PC             |
| 2012  | Las aventuras de Tadeo Jones           | Directeur de Production | El Toro, Lightbox, Ikiru |
| 2013  | Cuerdas                                | Directeur               | La Fiesta PC             |